# Cum ex apostolatus officio

Wappen Pauls IV.

Cum ex apostolatus officio (lateinisch Kraft des apostolischen Amtes) ist der Name einer päpstlichen Bulle, die Papst Paul IV. am 15. Februar 1559 erließ.

## Anliegen und Aussagen
Papst Paul IV. wendet sich in der Bulle gegen Häretiker und Schismatiker. Die Bulle ist eine Sammlung von Drohungen gegen alle, die vom „wahren“ (= katholischen) Glauben abgefallen sind. Dabei spricht der Papst sich selbst auch in irdischen Angelegenheiten eine vollkommene Verfügungsfreiheit zu, so etwa über häretische Herrscher und über deren Länder: Ihre Königreiche, Herzogtümer, Herrschaften und Besitzungen sind zu enteignen („bonis temporalibus per eos possessis privati … Regnaque, Ducatus, Dominia, Feuda“). Ihre Länder sollen denjenigen anheimfallen, die sie zuerst besetzen („qui illa primo occupaverint“), vorausgesetzt, dass die Eroberer dem Papst und dessen Nachfolgern gehorsam sind („sub nostra, et successorum nostrorum … obedientia fuerint“).
Die Bulle verfügt unter anderem, dass ein Kardinal, der offenkundig vom Glauben abgefallen ist, sein aktives und passives Wahlrecht bei einer Papstwahl verliert. Sollte ein Bischof, Erzbischof oder Kardinal vor seiner Wahl zum Papst vom katholischen Glauben abweichen, so ist seine Erhebung, auch wenn sie mit der Einstimmigkeit aller Kardinäle getroffen wurde, null und nichtig und als wertlos anzusehen. Unter anderem wird vermutet, dass Paul IV. die Bulle verfasste, um eine mögliche Wahl des beliebten Kardinals Morone zu verhindern.